# Leptojoppa erythrothorax
Leptojoppa erythrothorax är en stekelart som beskrevs av Cameron 1901. Leptojoppa erythrothorax ingår i släktet Leptojoppa och familjen brokparasitsteklar. Inga underarter finns listade i Catalogue of Life.